# Dear Diary
Dear Diary ist ein US-amerikanischer Kurzfilm von David Frankel, der 1997 mit einem Oscar ausgezeichnet wurde.

## Inhalt
Der Film zeigt das Leben der 40-jährigen zweifachen Mutter Bebe Neuwirth, die als Art Director für ein New Yorker Magazin arbeitet. Neuwirth beschließt eines Tages, die Ereignisse ihres Lebens in Form von Tagebucheinträgen niederzuschreiben. Während sie die Einträge in ihr Tagebuch vornimmt, erläutert sie etliche gleichzeitig aus dem Off. Dazugehörige Bilder, die in schnellem Tempo wechseln, werden mittels ihrer Stimme zum Leben erweckt.

## Produktion
Der Film wurde ursprünglich als TV-Pilot für den Sender ABC geschrieben. Als dieser das Projekt jedoch absagte, hatte der Regisseur David Frankel Verständnis für die Entscheidung, diese Produktion nicht als halbstündige Comedyserie zu senden. Der ausführende Filmproduzent war Barry Jossen.
Der Kurzfilm wurde an 44 Sets aufgenommen, die Crew bestand aus 75 Mitarbeitern. Das Budget lag zwischen $1.000.000 und $2.000.000.

## Auszeichnung
Academy Awards 1997
- Oscargewinner David Frankel und Barry Jossen für und mit dem Film in der Kategorie „Bester Kurzfilm“